# Frans raam
Een Frans raam of empirevenster is een hoog raam waarvan het onderste gedeelte gekanteld kan worden. Vooral in de 17e- en 18e-eeuwse architectuur vindt men deze ramen terug.